# Костел святих апостолів Петра і Павла (Петриків)
Костел святих апостолів Петра і Павла в Петриках — римсько-католицька церква в селі Петрикові Тернопільської области України. Пам'ятка архітектури місцевого значення.

## Відомості
- 1906 — споруджена мурована філіальна каплиця.
- 1936 — збудовано дзвіницю.
- 29 червня 2007 — єпископ Мар'ян Бучек освятив відремонтовану зусиллям о. Кшиштофора Пасика святиню.